# Templos
Templos (in greco Τέμπλος?; in turco Zeytinlik) è un villaggio turco-cipriota di Cipro, tre chilometri ad ovest di Kyrenia. Esso appartiene de facto a Cipro del Nord e, de iure, alla Repubblica di Cipro. È compreso de facto nel distretto di Girne (Cipro del Nord) e, de iure, nel distretto di Kyrenia (Cipro).

## Origini del nome
Si pensa che il villaggio abbia preso il nome dai Cavalieri templari, perché durante il periodo dei Lusignano era uno dei loro quartier generali. Più tardi fu una delle commende dei Cavalieri di San Giovanni, quando aveva il nome di Tembros  (in greco antico: Τέμβρος?). Dai suoi abitanti turco-ciprioti era chiamato Temros, ma nel 1975 il suo nome fu cambiato in Zeytinlik, che significa oliveto.

## Società

### Evoluzione demografica
Durante il periodo coloniale britannico Templos era abitato quasi interamente da turco-ciprioti. Nel 1960 aveva 222 abitanti, di cui 161 turco-ciprioti. Questi sono cresciuti sino a 796 nel 2006 e 1.090 nel 2011.
Dal 1964 è sotto il controllo de facto della comunità turco-cipriota di Cipro, prima come enclave, poi dopo l'invasione turca di Cipro nel 1974 fu sussunta nel settore turco risultante dell'isola.